# Kosakker
Kosakker er en folkegruppe, der stammer fra Ruslands sydlige egne og Ukraine. Betegnelsen bruges især om et medlem af et militært rytterregiment.
Kosakkerne var bosat på stepperne nord for Sortehavet, især i centrale og østlige dele af det nuværende Ukraine og det sydlige Rusland, hvor de oprettede forskellige kosakstater i 1400-1700-tallet, bl.a. Zaporizjzja sich med hovedsæde i Zaporizjzja.
Etnisk set var kosakkerne af blandet oprindelse. En del polske og især russiske bønder flygtede fra deres godsejere og sluttede sig til kosakkerne, der dermed fik et slavisk præg.
Oprindeligt var kosakkerne organiseret i frie bondesamfund med republikansk styreform. Efterhånden fik den russiske zar større magt i kosakkernes områder. Da zaren organiserede kosakkerne i militærdistrikter, forsvandt det meste af deres selvstyre.
Kosakkerne var især kendt som zarens loyale soldater, og mange kosakker valgte den kontrarevolutionære side under borgerkrigen i 1920'erne og var ledende i Den Hvide Hær.
Kosakstaterne i 1500-1700-årene spiller en stor rolle for ukrainsk historieskrivning og national selvforståelse i det 21. århundrede. Kosakkerne betragtes som en entydig gruppe til trods for, at de geografisk befinder sig på forskellige steder, men er opdelt i flere mindre underklaner og grupper ud fra geografiske områder. Groft set er det muligt at inddele dem i to kendte og betydningsfulde grupper: de russiske don-kosakker fra det sydlige Rusland i det nordlige Kaukasus, og zaporogkosakker fra Ukraine.

## Etnicitet og kultur
Etnisk set adskiller kosakkerne sig ikke fra almindelige russere eller ukrainere, derimod adskiller de sig markant i livsstil og mentalitet, frem for alt gennem deres krigermentalitet, stridskunst (systema), stærke kristne tro og stræben fra statslig kontrol. Kosakkerne er mere religiøse, virksomme og renlige, fysisk stærke, velvoksne og udholdne. I fx polsk hverdagssprog anvendes udtrykket "kosak" endnu i dag som et adjektiv om usædvanligt djærve, spændstige og stærke individer. De ukrainske og russiske kosakker kom fra en række grupper af fortrinsvist slavisk oprindelse og dannede de store klaner, som findes endnu i dag.
Kosakkerne er af historiske årsager et traditionelt krigerfolk, selv om de er et moderne folk i dag. Men endnu genfindes meget af det gamle, og især er det kommet tilbage efter Sovjetunionens opløsning. For deres traditionelle nybygger-bosættelser i periferien af de polsk-litauiske og russiske riger tvang dem til at forsvare hjem og helbred mod mongoler, tatarer og tyrkere. Gennem kosakkernes hærgninger og krigsførelse samt handelskontakter opstod en vis etnisk og kulturel opblandning med nabofolk og folkeslag af rumænsk, tatarisk, persisk og tyrkisk sproget oprindelse, samt minoriteter i Kaukasus. Visse af de russiske kosakklaners traditionelle klædedragt minder meget om den, de andre kaukasiske folk har. Det tyder meget på, at kontakterne ikke altid har været fjendtlige som den oftest har været og er endnu i dag pga. Tjetjenienkrigen i 1990'erne og 2000'erne.

## Etymologi
Benævnelsen kosak kommer fra det tyrkiske ord kaz, som betegner en fri mand eller nomade. Kosak udtales på ukrainsk kozak (ukrainsk: козак). Udtrykket kosak dukker op i historien for første gang i 1300-tallet i Storfyrstendømmet Moskva, som dengang betalte tribut til tatarerne og var under stærkt kulturel indflydelse fra tatarerne. Ordet findes også i stednavnet Kazakstan, kasakhernes land; kasakhernes sprog hører til den tyrkiske sproggruppe. Dog må kosakker ikke forveksles med kasakher, som er en ganske anden folkegruppe. Mens ordet som kosakker primært betegner befriede mennesker, altså individer, der er befriede fra trældom og slaveri, og hvor sprog og etnisk herkomst (omend ikke religion!) er inderordnet, kan kasakh opfattes som frie (kaz) i betydningen nomade eller måske politisk frie, i betydningen uafhængige (Kazakhstan lå oprindeligt uden for 1600-tallets og 1700-tallets større statsdannelser i Rusland, Kina og Persien) og hørende til tyrkisktalende folk.

## Historie
Kosakkernes oprindelse har været noget uklar og teorierne har været mange omkring kosakkernes oprindelse. Det antages, at kosakkerne havde været slaviske livegne bønder i Kijevriget og Rus under det tidlige 1200-tal, der flygtede fra feudalt slaveri og stræbte efter frihed ude på de vilde sletter i det store ingenmandsland mellem floderne Sydlige Bug og Dneprs nedre løb. De flygtende livegne begyndte at befolke de tyndt befolkede stepper i nutidens centrale Ukraine og det nordlige Kaukasusområde i Rusland og begyndte at udvikle sig som en gruppe samtidig med, at mongolerne/tatarerne erobrede Rus. Området grænsede i vest til Den polsk-litauiske realunion i nord til Storfyrstendømmet Moskva og i sydøst til tatarernes områder nord for Sortehavet og på Krim. I Polen kaldtes kosakkerne langs Dneprs bredder Zaporogkosakker (af "za porogi" dansk: ~ hinsides fosserne, da de boede hinsides Dneprs syv fosser).

## Kosakgrupper i moderne tid
- Don-kosakker,
- Zaporogkosakker (Zaporizja Sitj)
- Terekkosakker,
- Kuban-kosakker.

## Zaporogkosakkerne
Den polsk-litauiske realunion havde kun nominel kontrol over dette Zaporogkosakkernes vidt strakte, frem til midten af 1300-tallet tatariske område, da man savnede ressourcer til kontrol. Området "de Vilde Sletter" blev derfor tilflugtssted for især bønder, som flygtede fra den hårde feudale undertrykkelse og livegenskabet i det Polsk-Litauiske og Moskovitiske riger, men også for alle slags ugerningsmænd og bandlyste fredløse fra alle samfundsklasser. De Vilde Sletter blev i løbet af kort tid et trygt tilflugtssted. Etnisk udgjordes Zaporog-kosakkerne af en blanding af hovedsagelig ukrainere og hviderusser men også af polakker, russere samt rumænere fra Valakiet og Moldavien. Der var tillige indslag af grækere, italienere, tyskere og spaniere[kilde mangler], som var blevet befriet fra slaveri på osmaniske Sortehavs-galejer af kosakkerne.
Ret hurtigt skabte zaporog-kosakkerne en meget særpræget kultur og et samfundssystem, der byggede på krigsdemokrati (hvor man ved afstemning indsatte og afsatte sine anførere) samt fribytteri og en konstant tilstand af kampberedskab. Dette var nødvendigt som forsvar mod de stadigt hærgende tyrk-mongolske tatarer fra Sortehavskysten. Meget af tatarernes krigeriske livsstil antoges af de hårdføre kosakker.
Polen-Litauens konge Kasimir Jagiellon sendte i 1486-90 sin næstældste søn, den energiske prins Jan Olbracht, til det sydlige Ukraine med den opgave at organisere et bedre forsvar mod tatar-angrebene end det utilstrækkelige polsk-litauiske grænseforsvar, der var blevet oprettet i 1479. De tyndt befolkede og vidtstrakte sydlige og østlige dele af nutidens Ukraine, som indgik i den litauiske del af Den polsk-litauiske realunion, var aldrig forsynet med murede forsvarsanlæg og var næsten helt ubeskyttet mod de stadigt tilbagevendende tatarhærgninger.
For i tide at kunne mobilisere andre tilgængelige forsvarsstyrker rejste den krigeriske prins Jan Olbracht en stående styrke af kosakker, fortrinsvist jægere og bønder, der patruljerede den sydlige grænse mod hærgende tatarer. Kosakkerne blev hurtigt kendt som djærve krigere. Kosakkerne blev først kendte fodsoldater og ikke som ryttere med sabel, man associerer til i dag. Som de jægere, de oprindeligt var, var de derfor oftest dygtige skytter og var med sine musketter af tyrkisk model, med grovere kaliber end de europæiske, ofte inddelt i skyttehold, hvor halvdelen udgjordes af hurtige musketladere. Kosakkerne var derfor meget egnede til stationær krigsførelse ved forsvar eller belejring af borge samt tros- og hærlejre. Selv tog kosakkerne sig oftest frem ad Dnepr i sine "tjajker" - lange tostævnede og fladbundede robåde - med hvilke de gjorde udfald mod osmanniske skibe fra på Sortehavet. Årsagen til kampene var osmanneres slavehandel med kristne, som kosakkerne modsatte sig. De årlige søangrebs formål var at befri slaver, men kom snart tillige til at indbefatte udbytterige plyndringer af osmanniske sortehavsbyer.
Zaporog-kosakkerne levede af handel, jagt, fiskeri, kvægavl samt af plyndring, især rettet mod tatarerne. Deres hovedsæde blev i 1500-tallet borgen Sitj (Sich, Sicz) på øen Hortitsa (Chortyca) i det brede nedre Dneprs skærgård. Kosakkernes vidtstrakte land udgjorde en bufferstat mod tatarere og tyrkere, langt fra hovedstaden Warszawa, hvorfor de uregerlige kosakker længe opretholdt en stor grad af selvstændighed og autonomi i sin virksomhed, da de lige siden 1486 udgjorde et stridbart varselssystem ved tatarhærgninger.
De stolte, frihedselskende og hårdføre zaporog-kosakker underkastede sig kun ledere, atamaner, som de selv havde stemt på ved rådsmøder i hovedsædet Sitj (”ataman” er en kosakkisk hærførertitel, egentlig en forvrængning af den polske militærtitel "hetman", der atter er en forpolskning af tysk "hoeftman"/”hauptmann” i 1400-tallets Tyskland omtrent modsvarende en general).
Fra 1500-tallet begyndte polakkerne at udnytte de dannede kosakstyrker i deres kongelige hære til beskyttelse af den sydøstlige grænse.
Da Litauen 1569 inden for rammen for Den polsk-litauiske realunion overlod dele af nutidens ukrainske områder til den polske Krone, havnede kosakkerne under polsk styre. I 1578 skabtes stående regulære tropper af hvervede kosakker i den polske krones sold. Dermed begyndte kosakkernes selvbevidsthed som politisk og militær faktor at vokse. Samtidigt begyndte kosakkernes styrker at blive stadig mere ridende, da de ikke længere kun virkede langs Dneprs bredder men beskyttede Den polsk-litauiske realunion overalt, hvor det var nødvendigt.
Kosakkernes første hetman (ataman) var Ostap Dasjkevytj, som bistod Polen meget og for hvilket den polske konge Sigismund I (den gamle) overlod Tjerkasy, Kaniv, Perevolotjna og fæstningen Tjyhyryn til zaporogerne. Næste konge Stefan Batory, som ville sikre landets sydlige dele mod krimtatarerne, skænkede zaporogkosakkerne en hærorganisation og gav deres ataman hetman-regalier, overlod dem byen Terechtemirov og lod dem bosætte sig helt frem til Kijev.
Fra 1589 indledtes en periode med konflikter mellem Den polsk-litauiske realunion og kosakkerne. Den faldt sammen med den svensk-polske konge Sigismund Vasas regeringstid (1587-1632). Polakkerne begyndte at forfølge og kue de dristige kosakker for deres angreb på tatarerne og tyrkerne, med hvem polakkerne havde en fredsaftale. Den konservative katolske konge Sigismund Vasa indførte desuden i 1596 en kirkelig union mellem de katolske og ortodokse kirker med det mål at gøre det ukrainske område katolsk, hvilket ikke sås på med blide øjne af konservative ukrainske ortodokse troende og i særdeleshed mange fromme kosakker. Følgen af dette blev mange militære konflikter og oprør mod især de forpolskede ukrainske stormandslægter, som ofte fik hjælp af den polsk-litauiske hær. I 1648 udviklede et nyt oprør sig til en borgerkrig, som blev til en befrielseskrig mod den polske undertrykkelse. Hårdt presset af polakkerne og litauerne bad kosakkerne i 1654 sine ortodokse russiske trosfæller om bistand mod Polen-Litauen. Resultatet blev en russisk intervention, som 1667 delte det ukrainske område i en vestlig (polsk) og en østlig (russisk) del.

## Zaporogkosakkernes politiske selvbevidsthed vågner
I 1600-tallet bestod de "registrerede kosakker" (kosakker i den polske krones sold) af op til 40.000 mand. Derfor begyndte kosakkerne at stille krav om at kunne deltage i realunionens indre anliggender på lige vilkår med polakkerne og litauerne. For at dæmpe kosakkernes krav og ofte finurlige udfald mod tyrkisk territorium voksede antallet af registrerede kosakker stadigt i bytte mod løfter om en mere ansvarsfuld opførsel. På denne måde håbede kronen på at få kontrol over de rovlystne kosakkeres ukontrollerede hærgninger af osmanniske provinser, som trak Polen-Litauen ind i uønskede konflikter med Det osmanniske rige.
Da dette ikke gav nogen effekt forsøgte polakkerne, urolige over udviklingen, at styrke deres greb om kosaknationen gennem love og rigsdagsbeslutninger, som mindskede kosakkernes privilegier og bevægelsesfrihed. Dette støttedes af lokale forpolskede ukrainske stormænd, som ikke ville have konkurrence om de ukrainske sletter fra kosakkerne. Dette forårsagede ofte væbnede kosakrejsninger, som i reglen endte med kompromisser.
De svært kontrollerede kosakker blev i 1600-tallet et frihedssymbol for de livegne og hårdt undertrykte bønder i realunionen, og stadigt flere bønder flygtede fra deres feudalherrer for at tilslutte sig til kosaknationen, som derved voksede meget kraftigt. Her tog den kosakiske nationalisme og selvstændighedsbestræbelse sin begyndelse. Efter en række oprør i 1600-talet blev kosakspørgsmålet sat på spidsen, da kosakkerne krævede at blive den tredje nation i Den polsk-litauiske realunion som polakkerne og litauerne.
Realunionen, som også kaldtes for ”De To Nationers Republik” skulle altså forvandles til ”De Tre Nationers Republik” med kosakkerne ophøjede til samme stilling som den polske og litauiske adel. Dette accepteredes ikke af majoriteten af realunionens adel, som så en økonomisk fordel ved at gøre kosakkerne til livegne bønder. Dette forårsagede det mest omfattende kosakoprør 1648-1656 under Bogdan Chmelnitskij.
Oprøret blev meget blodigt og bekosteligt for realunionen. Da så polakkerne var nær ved at kue rebellerne, stillede kosakkerne sig under sine græsk-ortodokse trosfrænder russernes beskyttelse ved traktaten i Perejaslav i 1654. Dermed udvikledes kosakoprøret sig til en omfattende krig med Rusland.
I denne situation erklærede Sverige krig mod Polen-Litauen (1655), og en konflikt, som overgik 30-årskrigen i tab, udplyndringer og ødelæggelse, var et faktum.
I 1660 drev polakkerne svenskerne ud, men deres krig mod russerne fortsatte. I 1667 sluttedes der en fred med russerne i Andrusjov, men polakkerne blev tvungne til at afstå landets østlige dele til kosakkerne. Dermed begyndte Ruslands stilling som stormagt at vokse, og Den polsk-litauiske realunions vej mod delinger og undergangen i 1795.
Zaporogkosakkerne fandt dog snart, at de russiske ”befrieres” åg var betydeligt tungere end polakkernes. Modsat polakkerne tolererede russerne ingen autonomi for kosaknationen men krævede total underkastelse. Kosaknationen blev splittet i selvstændighedsspørgsmålet, og indbyrdes stridigheder opstod. En del kosakker vendte tilbage til at tjene den polske krone mod russerne. Dele af kosaknationen allierede sig med dens arvefjender Det osmanmiske rige og tatarerne mod russere og polakker. Til sidst fordrev polakker og russere osmannerne og pacificerede kosakkerne i 1680'erne.
Under Store nordiske krig 1700-1721 allierede zaporogkosakkerne sig med Karl XII, som drog mod Rusland gennem Lillerusland. Hetmanen Ivan Mazepas forsøg på at opnå selvstændighed med svensk hjælp blev knust med slaget ved Poltava i 1709. Mazepas forsøg på at opnå selvstændighed regnes blandt nutidens ukrainske nationalister som Ukraines oprindelse. Zaporogkosakkernes hovedsæde Sitj ødelagdes af russerne men genopbyggedes i 1734. Rusland tolererede dog ikke kosakkernes frihedstrang og autonomikrav.
I slutningen af 1700-tallet absorberedes zaporogernes områder med Ny Rusland, som bestod af territorier, som Rusland havde vundet fra tatarerne og osmannerne ved Sortehavskysten. Katarina den Store lod 1775 på ny Zaporogkosakkernes hovedstad Sitj likvidere. Samtidigt blev også de russiske Don-kosakker tvunget til underkastelse og mistede ligeledes deres allerede beskedne grad af selvstyre.

## Kubankosakkerne
Den russiske kejserinde Katarina den Store lagde i 1775 Zaporogkosakkernes base Sitj i ruiner og knuste fuldstændigt zaporogernes selvstændighed. I juni 1775 blev Zaporogkosakkernes Sitj omringet af Katharinas russiske styrker. Kosaklejren blev jævnet med jorden og kosakkerne dræbt eller ført bort i fangenskab. Kosakkernas leder, koschovyj (hærlejr-chef) Petro Kalnysjevskyj, blev internet i Solovkij-klosteret, hvor han tilbragte 25 år i fangeskab til sin død i 1803. Den jord, som kosakkerne havde ejet, blev uddelt til russiske adelsmænd eller til udenlandske nybyggere især af tysk oprindelse men også af serbisk, bulgarsk, ungarsk og svensk oprindelse.
En gruppe på 5.000 zaporogkosakker flygtede til den osmanniske grænse ved det nuværende Moldavien. De kom til byen Bilhorod (daværende Akerman) oven for Dnestrs delta, og sendte derfra en diplomatisk mission til den osmanniske sultan med en anmodning om at blive osmanniske undersåtter, hvilket blev bevilget. Sultanen lod dem bygge det Ny Sitj på et antal øer i Donau-deltaet. Ny Sitj voksede hurtigt og på blot et år var kosakkhæren vokset fra 5.000 mand til 7.000 takket være flygtningestrømme fra Katarina den Stores Rusland og fra de polsk styrede dele af de etnisk ukrainske områder på floden Dneprs vestlige bred. Den russiske regering brød sig ikke om udviklingen og forsøgte at bremse den ved at give amnesti for flygtningene og udøve diplomatisk tryk på Det osmanniske rige. Man lod også styrker af russiske Don-kosakker angribe Ny Sitj.
En anden gruppe zaporogkosakker tvangsforflyttedes til Kuban i det vestlige Kaukasus, hvor kubankosakkerne opstod. Den ukrainske kosakelite blev optaget i det russiske aristokrati. I begyndelsen beholdt kubankosakkerne deres gamle militære traditioner og blev fra 1500-tallet optaget som hvervede tropper i polsk tjeneste. Kuban-kosakkerne anså sig for at være de "ægte" kosakker og at en kubankosak var lige så meget værd som tre donkosakker. I trods mod russerne beholdt de ofte deres polske navne. Efterhånden mindskedes hadet. Midt i 1800-tallet skabte de et kosakfællesskab med tilflyttede mindre enheder fra donkosakkerne. Kubankosakkerne fungerede som et væbnet grænseværn i Kaukasus og kom til at spille en rolle i den russiske ekspansion mod Kaukasus i 1800-tallet.

## Et kosakregiment i 1600-tallet
Et kosakregiment bestod i 1610 af 2.000 mand. Regimentet bestod af 4 bataljoner på 500 mand. Hver bataljon var delt i 5 kompagnier på 100 kosakker. Disse var atter inddelte i "kuren" (roten) det vil sige rader, modsvarende plutoner. Regimentet blev ledet af en "pulkovnik" (fra polsk "pulk": regiment), han blev bistået af en bivack/lejrchef og en regimentsskriver. Bataljonerne lededes af løjtnanter. En halv bataljon (250 kosakker) blev leddet af en "osaul" (kaptajn), et kompagni på 100 mand lededes af en løjtnant: "setnik" (fra sto eller setka = 100). Plutonerne blev ledet af en "kuren ataman". Et regiment bestod desuden af 4 fenrikker/fanebærere, 4 trompeterer og 4 trommeslagere, det vil sige en for hver bataljon på 500 kosakker. Til dette tilkom 4 tjenere/kalfaktorer. Et regiment bestod altså af 1 pulkovnik, en lejrchef, en skriver, 4 løjtnanter, 8 asauler, 20 setniker, 4 fenrikker, 4 trompeter, 4 trommeslagere, 157 kuren otamaner samt 1799 menige kosakker.

## Kosakker i den russiske hær
Efter at kosakkerne var underlagt zarstyret, forvandledes de frie kosaknationer gradvis til en særegen blanding af etnisk kaste og militær troppetype. Hver våbenfør mandlig kosak var forpligtet til at tjenestegøre under fanerne, mens indtil indførelse af værnepligt i 1874 blev kun en begrænset del af den øvrige befolkning udskrevet. Men også efter værnepligtens indførelse havde kosakkerne længere tjenestepligt og længere tid i reserven samt færre muligheder for at slippe for militærtjeneste end andre værnepligtige.

### Russiske Kosakhære i 1913
Med det russiske riges ekspansion østpå oprettedes nye kosakenheder af de oprindeligt asiatiske ikke-slaviske folkeslag, som boede der. Under 1800-tallet og frem til revolutionen fandtes der 11 kosakhære i den russiske hær med sammenlagt over 150.000 soldater i aktiv tjeneste og i reserven:
- Donhæren (55.000 soldater)
- Kubanhæren (31.000 soldater)
- Orensburghæren (16.000 soldater)
- Uralhæren (8.000 soldater)
- Astrachanhæren (2.000 soldater)
- Terekhæren (10.000 soldater)
- Sibiriske hær (2.000 soldater)
- Baikalhæren (15.000 soldater)
- Amurhæren (4 000 soldater)
- Semiretjenskhæren (5.000 soldater)
- Ussurihæren (2.000 soldater)

## I nutidens Rusland og Ukraine
Kosakker – eller mennesker, som associerer sig til de historiske kosakker – spiller en rolle i nutidens Rusland. Blandt andet figurerer de som repræsentanter for den russiske nationalisme, som siden 1990'erne har rettet sig mod forskellige "antirussiske" ytringer. I områderne nær Kaukasus har kosakker været anvendt til at hævde russisk kultur og rejse tvivl om udenlandsk eller ikke-russisk kultur. Under Krimkrisen 2014 deltog kosakker på den prorussiske side i urolighederne. Samtidig figurerer kosakker på den ukrainske side af konflikten. Vinteren 2014 deltog ukrainske kosakker blandt demonstranterne på Uafhængighedspladsen i Kiev under Euromajdan. Derudover spiller de historiske kosakkers eftermæle en stor rolle for det moderne Ukraines selvopfattelse som arvtagerne af de selvstændige stater, som var skabt af frie slaver i udkanten af Polen-Litauen, Rusland og altaiske folk; en opfattelse, som nogenlunde svarer til vikingernes rolle i skandinaviske landes historiografi.